# 安康圣母朝圣地

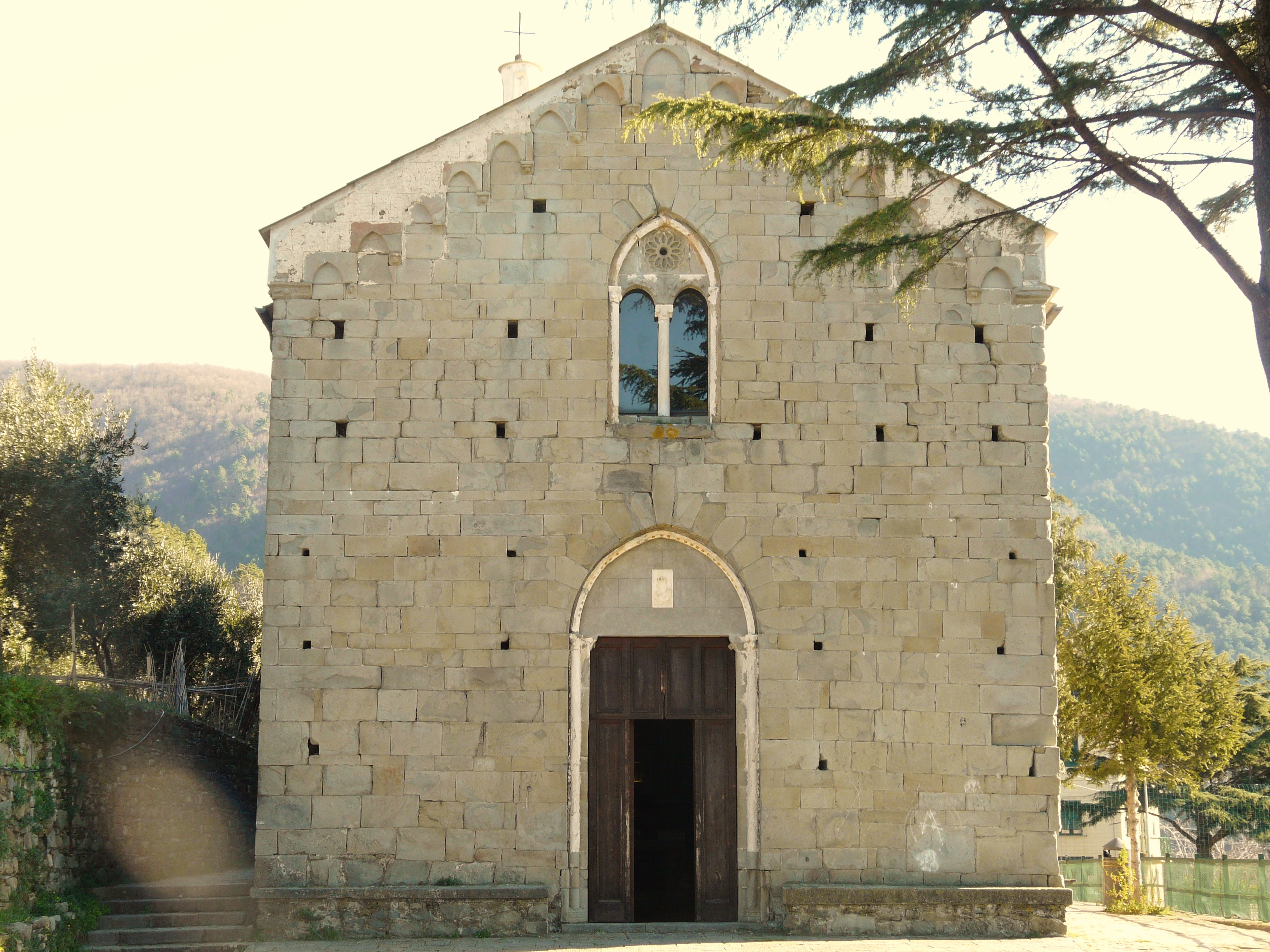

安康圣母朝圣地（義大利語：Santuario di Nostra Signora della Salute）是意大利拉斯佩齐亚省里奥马焦雷的一座罗马天主教教堂。
该堂是“五渔村朝圣地”的一部分，包括里奥马焦雷的Montenero圣母朝圣地、韦尔纳扎的恩宠圣母朝圣地和雷焦圣母朝圣地、蒙泰罗索阿尔马雷的Soviore圣母朝圣地。
该堂建于十二世纪，为罗马式建筑，立面使用本地石材。圣母像立于1891年。

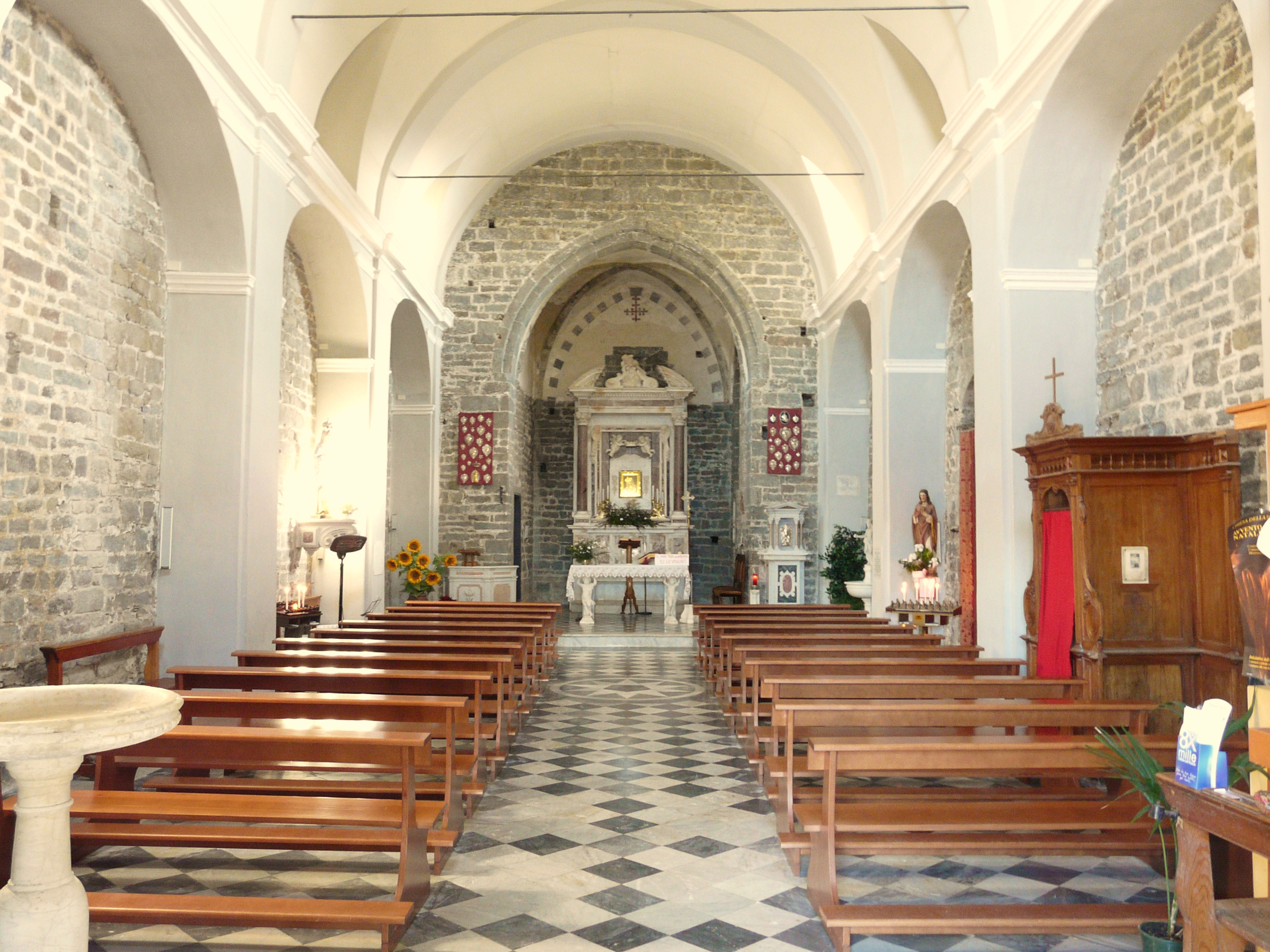
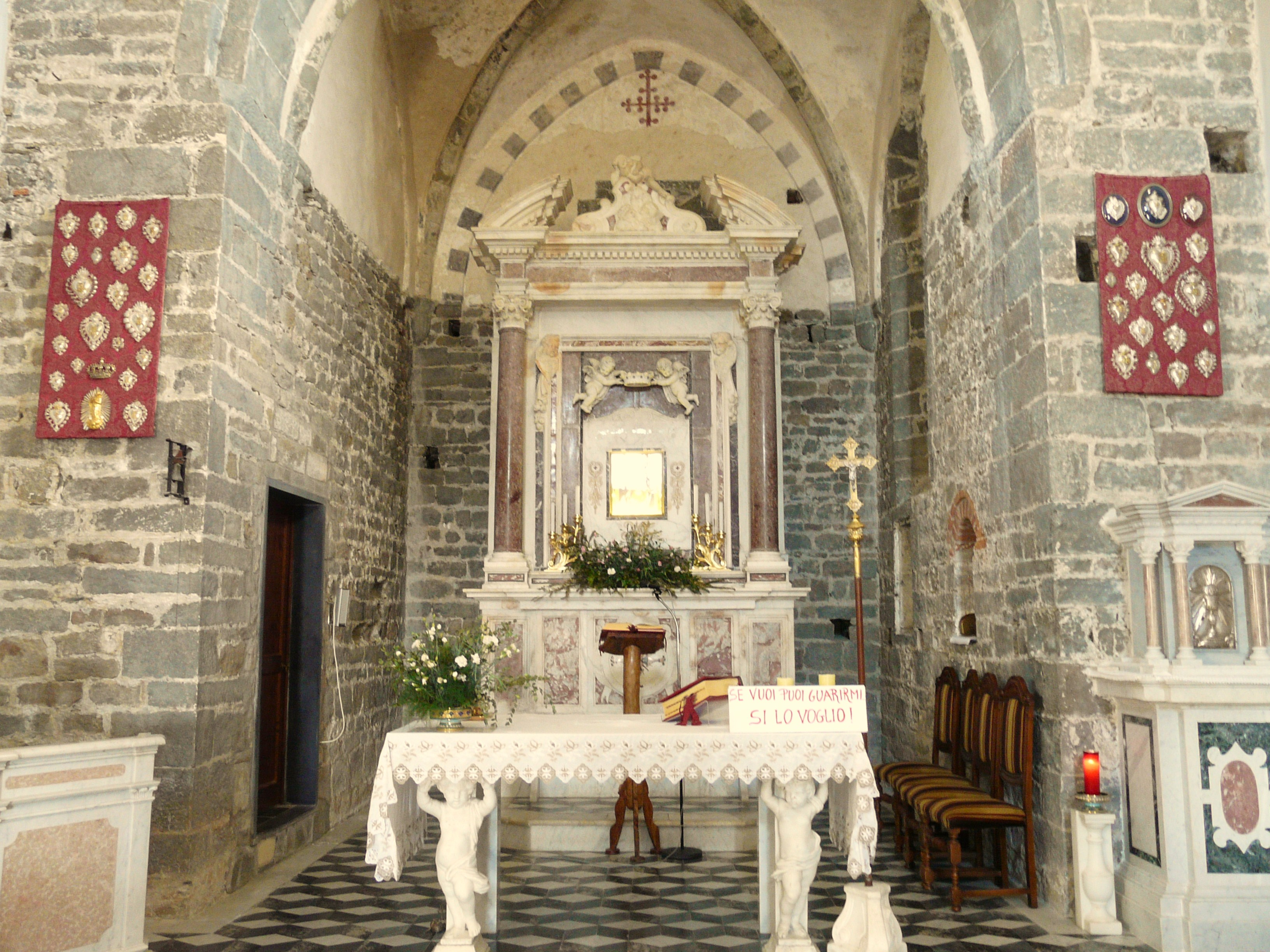
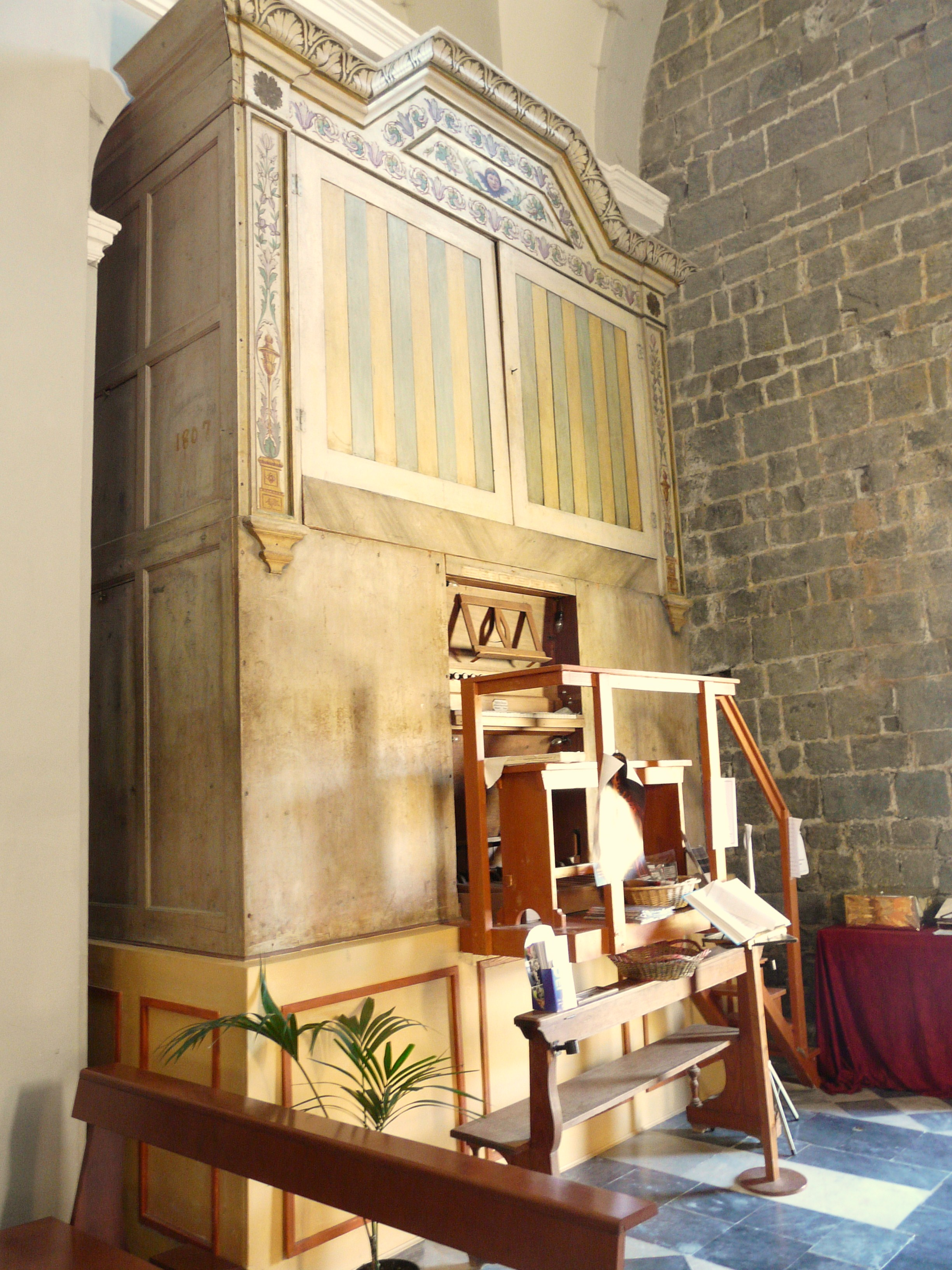
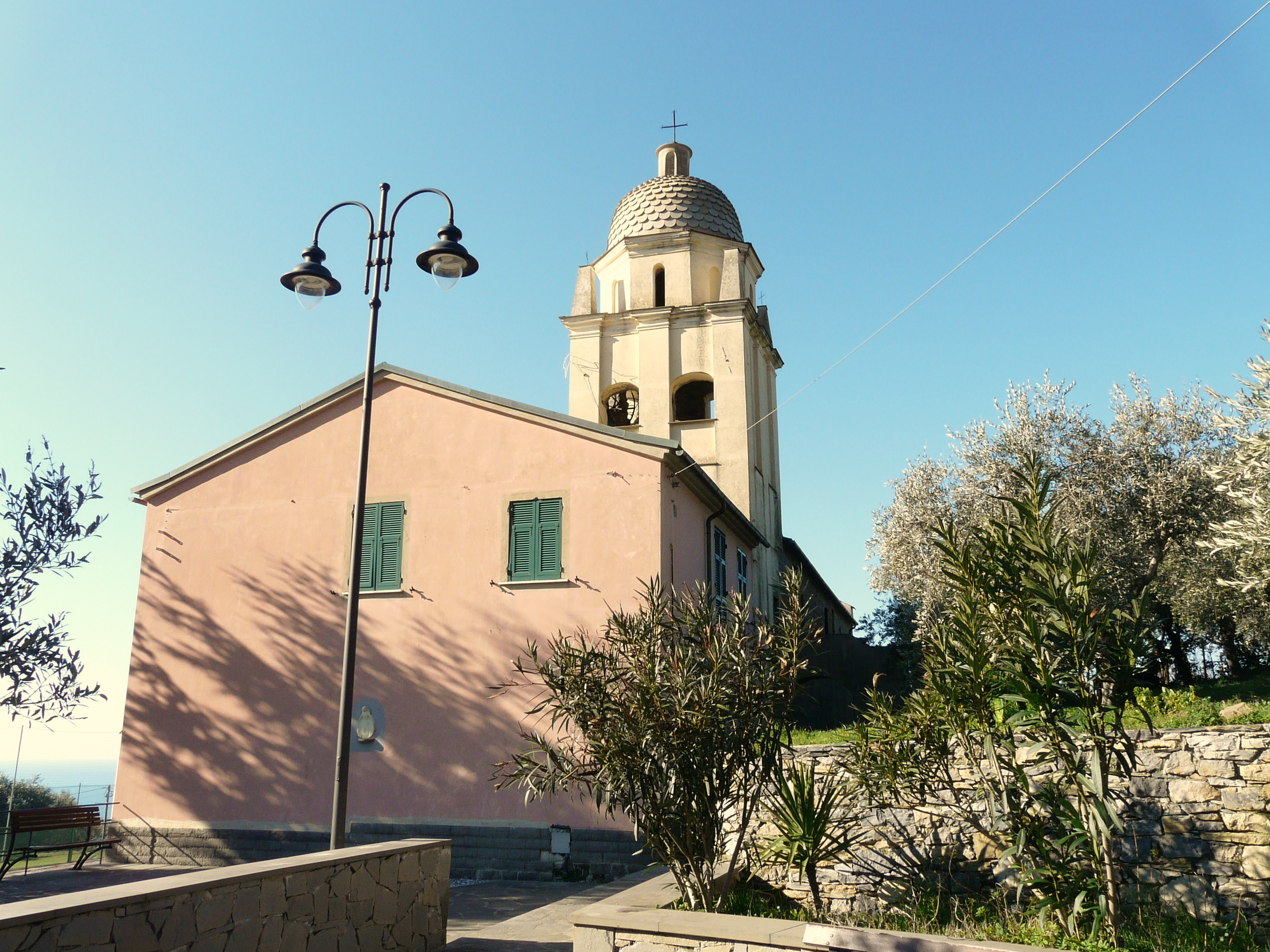